# Биргер Јохансон
Макс Биргер Јохансон  (фин. Max Birger Johansson; Хелсинки, 20. септембар 1910 — Јоханес, 4. јануар 1940) био је фински кајакаш који се такмичио крајем 30-их  година прошлог века.
Јоханссон се такмичио на Летњим олимпијским играма 1936.  у дисциплини кајак једносед на 1.000 метара. У квалификацијама био је четврти у својо групи, а у финалу заузео је седмо место.
Погинује је 4. јануара 1940. као фински војник у Зимском рату код Јоханеса када је имао 29 година.